# Apache Cordova
Apache Cordova，舊稱PhoneGap是一款開放原始碼的行動裝置開發框架，旨在讓開發者使用HTML、Javascript、CSS等Web APIs開發跨平臺的行動裝置應用程式。原本由Nitobi公司開發，現在由Adobe Systems擁有。

## 發展歷程
最早的PhoneGap起步于2009年在舊金山召開的iPhoneDevCamp大會，Nitobi的工程师Brock Whitten、Rob Ellis和Andre Charland在iOS系統內架設起Web介面和Objective-C之間的橋樑，讓開發人員得以使用HTML5、JavaScript、CSS等web標準技術便捷開發原生程式，實現一次編譯到處執行。其“橋接Web與iPhone SDK之間縫隙”的理念得到歡迎。
2011年10月4日，Adobe正式宣布收購Nitobi軟件。PhoneGap的代碼貢獻給了Apache軟件基金會，但保留了PhoneGap的商标所有权，並命名为Apache Callback。1.4版发布后，接著Apache Callback的名称变更为Apache Cordova。Cordova是街道的名字，在開發團隊附近。Adobe Dreamweaver 5.5版本为phonegap提供开发环境。
早期版本的PhoneGap需要使用蘋果電腦來開發iOS應用程序，而Windows Mobile應用程序則是使用Windows平台開發出來的。2012年9月之後，「 PhoneGap Build」服務推出，可以讓程序員將他的源代碼上傳到「雲編譯器」，產生應用程式每一個所支援平台的安裝包。

## 設計理念
PhoneGap是一個行動設備的API接口集，利用JavaScript存取這些接口可以調用諸如攝影機、羅盤等硬體系統資源。配合上一些基於HTML5、CSS3技術的UI框架，如jQuery Mobile、Dojo Mobile或Sencha Touch，開發者得以快速地開發跨平台App而不需要編寫任何的原生代碼。
注意到因為PhoneGap本身仍是一個原生程式，為App打包時依然需要用到這些系統平台的SDK。
PhoneGap Framework可以用多種行動應用程式平台開發，例如：ViziApps、 Worklight、Convertigo、Tiggr和appMobi ，也可以选择PhoneGap Build编译工具。
由於使用Web技術，PhoneGap程式的載入和UI介面的反應都比原生的程式慢。Adobe警告開發者，由於使用PhoneGap框架開發的程式執行速度可能會太慢或使用體驗不夠“原生”，而被蘋果應用商店拒絕上架。

## 支援平台
PhoneGap目前支援的作業系統包含蘋果的iOS、Google的Android、Blackberry、LG的WebOS、微軟的Windows Phone、Nokia的Symbian、三星的Tizen和bada、Firefox OS和Ubuntu Touch。
| 功能                   | iPhone /iPhone 3G | iPhone 3GS and newer | Android 1.0 – 4.2 | Windows Phone | BlackBerry 10 and PlayBook OS | 4.6–4.7 | 5.0-6.0+ | Bada   | Symbian | webOS  | Tizen | Ubuntu Touch | Firefox OS |
| ---------------------- | ----------------- | -------------------- | ----------------- | ------------- | ----------------------------- | ------- | -------- | ------ | ------- | ------ | ----- | ------------ | ---------- |
| 加速器                 | 是                | 是                   | 是                | 是            | 是                            | 不適用  | 是       | 是     | 是      | 是     | 是    | 是           | 是         |
| 照相機                 | 是                | 是                   | 是                | 是            | 是                            | 不適用  | 是       | 是     | 是      | 是     | 是    | 是           | 是         |
| 指南針                 | 不適用            | 是                   | 是                | 是            | 是                            | 不適用  | 不適用   | 是     | 不適用  | 是     | 是    | 是           | 是         |
| 通訊簿                 | 是                | 是                   | 是                | 是            | 是                            | 不適用  | 是       | 是     | 是      | 不適用 | 是    | 不適用       | 是         |
| 檔案                   | 是                | 是                   | 是                | 是            | 是                            | 不適用  | 是       | 不適用 | 不適用  | 不適用 | 是    | 是           |            |
| 地理定位               | 是                | 是                   | 是                | 是            | 是                            | 是      | 是       | 是     | 是      | 是     | 是    | 是           | 是         |
| 多媒體                 | 是                | 是                   | 是                | 是            | 是                            | 不適用  | 不適用   | 不適用 | 不適用  | 不適用 | 是    | 是           |            |
| 網路                   | 是                | 是                   | 是                | 是            | 是                            | 是      | 是       | 是     | 是      | 是     | 是    | 是           | 是         |
| 通知(警告、聲音、震動) | 是                | 是                   | 是                | 是            | 是                            | 是      | 是       | 是     | 是      | 是     | 是    | 是           | 是         |
| 儲存                   | 是                | 是                   | 是                | 是            | 是                            | 不適用  | 是       | 不適用 | 是      | 是     | 是    | 是           | 是         |